# Mulsum (Land Wursten)
Mulsum (Land Wursten) este o comună din landul Saxonia Inferioară, Germania.
1. ↑  GeoNames